# Op de Afbeelding van Ferdinandus
Op de Afbeeldinge van Keizerlycke Majesteit, Ferdinandus den Derden; Toen Joachimus Sandrart van Stockou my, zijn Majesteits afbeeldinge, met haer loofwerck en cieraden, vereerde is een lofdicht van Joost van den Vondel op de keizer van Oostenrijk en maakt deel uit van het voorwerk van Vondels treurspel Lucifer uit 1654. Hoewel het gedicht samenhangt met de aan de keizer gerichte Opdracht van het stuk, heeft het strikt genomen een afbeelding van de keizer tot onderwerp. Het vers is weinig bestudeerd en er bestaat zelfs geen overeenstemming tot welk genre het behoort. De omvang van veertien regels met rijmschema abbacddceffegg maakt het mogelijk om er een Shakespeare-sonnet in te zien, maar in moderne edities is het vaak typografisch afgedrukt als een Petrarca-sonnet. De consensus lijkt het grootst voor de opvatting dat het vers alleen maar op een sonnet zou lijken zonder er een te zijn.

## Tekst
De Zon van Oostenryck verheft haer schoone stralen,
Uit schaduwen van kunst, veel schooner in elx oogh,
Dewylze, in haren troon gestegen hemelhoogh,
Zich niet ontziet zoo laegh op ons gezicht te dalen.
De derde FERDINAND, geschapen tot regeeren,
Gelyck een tweede August, en Vader van de pais,
Zyn' Zoon de hierbaen wyst naer 't hemelsche palais,
En leert met wapenen van Vrede triomfeeren.
Gezegent is het Ryck, gezegent zyn de volcken,
Daer zyn voorzienigheit genadigh 't oogh op houdt,
En hem de Weeghschael wort van 't heiligh Recht betrout.
Een Arent broght zyn zwaert en scepter uit de wolcken.
Een kroon verciert het hooft, ter heerschappy gewyt:
Dit Hooft verciert de Kroon, en schept een' gulden tyt.

## De afbeelding van de keizer door Sandrart
Het schilderij dat Vondels vriend Joachim von Sandrart kennelijk van de keizer en zijn familie gemaakt had, is niet overgeleverd. Alleen een kopergravure die Frans van der Steen (1604-1672) naar het schilderij maakte bleef bewaard; volgens Vondelkenner pater B.H. Molkenboer kreeg Vondel hiervan uit Wenen een prent toegestuurd. In veertien regels wordt de keizer bezongen als vredevorst vanwege zijn betrokkenheid bij de Vrede van Münster.

## Motto
De Latijnse spreuk die als motto fungeert, 'Deus nobis haec otia fecit', is ontleend aan Vergilius' Bucolica I, 6, en luidt in Vondels vertaling: 'Een Godt holp ons aen deze gerustheit.' Hiermee is de keizer Augustus bedoeld, waarmee keizer Ferdinand III in het vers vergeleken wordt.

## Genre
Door het rijmschema lijkt het gedicht niet alleen op een Petrarca-sonnet, met een sextet dat uit twee terzines bestaat, maar door de gepaard rijmende slotregels ook op een Shakespeare-sonnet. Dat Vondel Shakespeare-sonnetten zou hebben geschreven, is in 1884 betoogd door A.S. Kok en voor het gedicht 'Op de Afbeelding van Ferdinandus' geaccepteerd door Molkenboer, die in zijn aantekeningen bij de WB-editie spreekt van 'dit sonnet'. Vondelvorser W.A.P. Smit spreekt van de Opdracht 'en het daarbij aansluitende sonnet'.
In 1970 is deze opvatting van het gedicht door L. Strengholt op intentionele gronden bestreden. Voor Vondel, aldus Strengholt, waren het helemaal geen sonnetten en dus zijn ze dat ook niet. Strengholt accepteert alleen als sonnetten wat door Vondel zelf als zodanig ('klinckert') is benoemd. Volgens Stutterheim is het verschil in benaderingswijze tussen Kok en Strengholt het verschil tussen logisch en psychologisch: voor Kok is alleen van belang of de vorm van een gedicht overeenkomt met een sonnet, voor Strengholt is die overeenkomst slechts toeval, tenzij de dichter anders heeft aangegeven. Onder Vondels rijmgewoonten bevindt zich namelijk 'het voor de versificatie van de dichter bijzonder karakteristieke feit, dat hij in talloze gevallen een reeks versregels, geschreven in een ander dan het gepaard rijmschema, afsluit met twee gepaard rijmende regels.'
Op basis van het door hem bestudeerde corpus komt Strengholt 'tot twee conclusies: a) Vondels gewoonte om afzonderlijke gedichten, geschreven in een ander dan gepaard rijmschema, te eindigen met gepaard rijm, zien we in de jaren 1628-1632 voor het eerst toegepast in vertalingen naar het Latijn, kennelijk in samenhang met de bedoeling om in het vertaalde gedicht het aantal regels van het origineel te handhaven;
b) het veertienregelige gedicht van 1628 dat men als Vondels eerste Shakespeare-sonnet heeft bestempeld, is in zijn lengte niet het resultaat van de bedoeling van de dichter om een (Shakespeariaans) sonnet te schrijven, maar is versificatorisch bepaald door een rijm-vertaal-techniek die, merkwaardig genoeg, leidde tot een rijmschikking die geheel gelijk is aan die van het Shakespeare-sonnet, maar zonder dat aangenomen hoeft te worden dat de dichter zich van die uitwendige gelijkenis bewust was.'
Na dit alles kan Strengholt 'ook in het veertienregelige gedicht dat aan Lucifer voorafgaat, geen sonnet zien. Er is een omarmend rijmschikkingsprincipe aan het werk, weer zijn de zo geordende twaalf versregels afgesloten door twee gepaarde regels, weer levert het zo ontstane schema abbacddceffegg niet meer dan de bedrieglijke schijn van een sonnet.' Stutterheim acht Strengholts uiteenzetting 'volstrekt overtuigend.'

### Typografisch misleidende edities
Strengholt wijst erop dat het gedicht in de door Albert Verwey in 1937 en de door W.J.M.A. Asselbergs in 1954 verzorgde edities van Lucifer op een misleidende manier wordt afgedrukt: 'zij máákten van het gedicht een sonnet, door a. de typografie te veranderen; b. de punt aan het eind van vs. 12 door een komma te vervangen, zodat er een slotterzine tevoorschijn kwam. Hier maakte het omarmend rijm in de eerste twaalf regels het de twintigste-eeuwse editors mogelijk een "normaal" sonnet te "creëren"'. Ook na dit protest van Strengholt verschenen nog edities met deze presentatiewijze, namelijk die van N.C.H. Wijngaards zonder jaaropgave en die van Lieven Rens uit 1979. De editie van Riet Schenkeveld-Van der Dussen uit 2004 bemoeilijkt een correcte interpretatie van de laatste twee regels, omdat de hoofdletters door kleine letters vervangen zijn.

### Edities vanLucifer
- Asselbergs, W.J.M.A. (ed.) (1954). Lucifer. Vierde druk, 1973, Noorduijn, Culemborg: Tjeenk Willink. ISBN 9011918592
- Molkenboer, B.H. (ed). (1931). Voorwerk Lucifer: Opdracht, Gedicht, Berecht, Inhoudt. In Sterck e.a. De werken van Vondel deel 5. Maatschappij voor goede en goedkope lectuur (WB-editie), p. 601-615.
- Rens, Lieven (ed.) (1979). Lucifer. Treurspel. Ingeleid en van aantekeningen voorzien door Prof. Dr. Lieven Rens. Den Haag: Martinus Nijhoff.
- Schenkeveld-Van der Dussen, Riet (ed.) (2004). Lucifer. Adam in ballingschap. Noah. Amsterdam: Uitgeverij Bert Bakker. ISBN 9035127382
- Wijngaards, N.C.H. (z.j.). Lucifer. Treurspel. Ingeleid en van aantekeningen voorzien door dr. N.C.H. Wijngaards. Klassiek Letterkundig Pantheon, Zutphen: B.V. W.J. Thieme & Cie. ISBN 9003206309

### Studies
- Smit, W.A.P. (1959). 'Hoofdstuk II: Lucifer 1654.' Van Pascha tot Noah. Een verkenning van Vondels drama's naar continuïteit en ontwikkeling in hun grondmotief en structuur door - Deel 2: Salomon - Koning Edipus. Eerste druk 1959. Tweede druk, W.E.J. Tjeenk Willink, Zwolle 1970, p. 54-180. ISBN 9011917022
- Strengholt, L. (1970). 'Sonnetten en pseudo-sonnetten bij Vondel.' Tijdschrift voor Nederlandse Taal- en Letterkunde, jaargang 86, p. 194-212.
- Stutterheim, C.F.P. (1978). 'Sonnetten en pseudo-sonnetten bij Vondel en anderen. "Sonnet" als Prokrustes-begrip, logisch en psychologisch geïnterpreteerd.' Tijdschrift voor Nederlandse Taal- en Letterkunde, jaargang 94, p. 71-106.